# Victor Tourjansky
Victor (Vjatcheslav) Tourjansky (Russisch: Вячеслав Константи́нович Туржанский, Vjatsjeslav Konstantinovitsj Toerjanski) (Kiev, 4 maart 1891 – München, 13 augustus 1976) was een Russisch acteur, scenarioschrijver en filmregisseur, die onder andere in Frankrijk, Duitsland, Italië en de Verenigde Staten werkte.

## Biografie
Tourjansky kwam uit een artiestenfamilie. In 1911 vertrok hij naar Moskou, alwaar hij een jaar in de leer ging bij Konstantin Stanislavski. Hij raakte dankzij Stanislavski bekend met de stomme film. Twee jaar later maakte hij zijn eerste eigen productie als scenarioschrijver en regisseur.
Toen de Oktoberrevolutie uitbrak verliet Tourjansky Moskou en vertrok naar Jalta, dat nog niet in handen was van de Bolsjewieken. Na de revolutie werden de wetten voor de nationalisatie van de filmindustrie ook in de Krimrepubliek ingevoerd. In februari 1920 vertrok Tourjansky daarom samen met het filmbedrijf Ermoliev en de hierbij aangesloten acteurs naar Frankrijk. Hij werd vergezeld door zijn vrouw, actrice Nathalie Kovanko. Eenmaal in parijs liet Tourjansky zijn voornaam veranderen naar Victor, daar dit voor de Fransen beter uit te spreken was.
Met de andere gevluchte acteurs richtte Tourjansky het bedrijf Films Albatros op. Tourjansky hielp onder andere met de productie van de film Napoléon (1927) van Abel Gance. In de jaren 30 verhuisde Tourjansky naar Duitsland, waar hij werkzaam was bij Universum Film AG. Door de opkomst van het Nationaalsocialisme, waar Universum Film AG nauwe banden mee had, kon Tourjansky tot 1945 alleen in Duitsland blijven werken.

## Selecte filmografie
- Yvette (1917)
- Volga in Flames (1934)
- The Battle (1934)
- Königswalzer (1955)
- La donna dei faraoni (1960)
- Le Triomphe de Michel Strogoff (1961)
- Una regina per Cesare (1962)